# Romanel-sur-Morges
Pour les articles homonymes, voir Romanel.
Romanel-sur-Morges est une commune suisse du canton de Vaud, située dans le district de Morges.

## Population

### Gentilé et surnom
Les habitants de la commune se nomment les Romanichels (Romanichèle au féminin).
Ils sont surnommés les Tcha-Ministre (les tueurs de ministre ou de pasteur en patois vaudois).

## Politique

### Législatif
Le conseil général se réunit en moyenne deux fois par an. Il est élu tous les cinq ans, la dernière élection ayant eu lieu en 2021. Mireille Pelet en est la présidente et Frank Lambelet le vice-président.

### Exécutif
La municipalité est composée de cinq membres :
- Pierre Lanthemann, syndic, chargé de l'administration générale et des finances. Il est aussi responsable administratif des employés communaux. Avant de devenir syndic en 2007, il a siégé comme municipal depuis 1990 ;
- Isabelle Bonvin, vice-syndique, chargée de l'instruction publique, des affaires sociales, du temple et du culte, de la commission des loisirs et de la cantine scolaire ;
- Claude Ruch, chargé de la gestion des bâtiments, de l'entretien des routes, des places, des parcs et du cimetière, ainsi que du service de l'eau ;
- Martine Grangier, chargée de l'urbanisme et de l'aménagement du territoire, des travaux publics et des constructions, ainsi que des domaines ;
- Nicolas Longchamp, chargé de la déchèterie, de l'épuration et du service des eaux, de la police, du service du feu, de la protection civile et des forêts.

### Justice
Romanel-sur-Morges faisant partie du district de Morges, le siège de la justice de paix se trouve à Morges. De plus, la commune fait partie de l'arrondissement judiciaire de La Côte, ce qui implique que le siège de son tribunal d'arrondissement se trouve à Nyon.

### Orientation politique
Lors des élections fédérales du Conseil national de 2019, 34,82 % des votants ont choisi le PLR, 15,61 % l'UDC et 9,05 % les Verts libéraux, tandis que 12,68 % ont voté pour les Verts et 10,22 % pour le parti socialiste.
Au niveau cantonal (pour l'élection au Grand Conseil de 2017), le PLR (42,62 % des suffrages) est arrivé largement en tête. L'UDC a obtenu 16,21 % des voix, le Parti socialiste 17,52 % et les Verts 11,79 %.

## Histoire
Romanel-sur-Morges est mentionné pour la première fois en 967 comme villa Romanella.
Le 2 décembre 2019, une décision historique est prise : la commune, au travers de son syndic, a accepté de céder pour un franc symbolique son réseau d'eau (autant l'alimentation que la distribution) à la ville de Lausanne. Ainsi, à partir d'avril 2020, Lausanne s'occupera de l'entretien du réseau, de la distribution d'eau et de la facturation.

## Industrie
Romanel-sur-Morges a dans le territoire de sa commune une zone industrielle, le Moulin du Choc. Selon le site internet de la commune, une centaine d'entreprises sont présentes actuellement sur le site. Une liste de ces dernières est présente sur ce site.

### Entreprises notables

#### Fromagerie André SA
Il s'agit d'une entreprise familiale fondée en 1919 et dirigée actuellement par Serge André. Cette dernière est avant tout réputée pour son vacherin Mont d'Or AOP, mais produit aussi entre autres des tommes et des mozzarellas. La fromagerie possède aussi un distributeur de fromages. En 2018, la fromagerie André a gagné pour la deuxième fois consécutive le titre de champion suisse du meilleur vacherin Mont d'Or AOP.

#### Logitech
Jusqu'en 2007, l'administration de Logitech avait son siège dans la zone industrielle du Moulin du Choc, avant de se déplacer à Morges.

## Écoles
Romanel-sur-Morges possède une école primaire. À partir de la 7e année Harmos, les enfants ont les cours à Morges. Elle possède une cantine scolaire, appelée « La Tomatine », destinée aux enfants de Romanel-sur-Morges, d'Aclens et de Bremblens.

## Vie de village
La commune dispose de multiples sociétés, dont notamment une société de tir et une jeunesse (qu'elle partage dans le 1er cas avec Aclens et Bremblens, et dans le 2e avec Bremblens). Chaque année, elle organise de multiples manifestations, comme l'accueil des nouveaux habitants ou la sortie des aînés (celle-ci ayant lieu chaque deuxième mardi de juin. En 2020, elle aura lieu le 9 juin).